# 柳存仁
柳存仁（1917年—2009年），曾名柳雨生，華裔漢學學者，祖籍山東臨清。中華民國大陸時期開始學術研究及文學創作，1946年移居英屬香港，曾任教師及教育司署教育官。1962年移居澳大利亞，長期任教於澳大利亞國立大學，晉升至講座教授、亞洲研究學院院長，1992年獲澳大利亞勳章。

## 生平
曾名柳雨生。1917年生於北京，畢業於北京大學，獲文學士學位；曾獲倫敦大學榮譽文學士、哲學博士及文學博士學位。研究集中在道教史、明清小說和中國古籍等方面。1966年至1989年間擔任哈佛燕京學社、哥倫比亞大學、夏威夷大學、巴黎大學、香港中文大學中國文化研究所、馬來亞大學、早稻田大學、新加坡大學、紐西蘭渥克蘭大學的訪問教授。1974年和1977年，作為澳大利亞科學院訪問團成員兩次訪問中國。1984年，應中國社會科學院世界宗教研究所的邀請在北京作了一系列關於道教史的講演。1992年，獲澳大利亞政府頒贈澳大利亞勳章。2009年8月中旬，逝世於澳大利亞坎培拉。

## 榮譽
柳存仁是澳大利亞人文科學院的首屆院士、英國及北愛爾蘭皇家亞洲學會會員。曾任澳大利亞國立大學中文講座教授、亞洲研究學院院長，退休後被選為名譽教授及大學研究員。

## 著作
- 《和風堂文集》
- 《和風堂新文集》
- Buddhist and Taoist Influence on Chinese Novels
- Chinese Popular Fiction in Two London Libraries